# Zamarada vulpina
Zamarada vulpina là một loài bướm đêm trong họ Geometridae.